# Pražman velkooký
Pražman velkooký (Calamus calamus) je paprskoploutvá ryba z čeledi mořanovití (Sparidae).
Druh byl popsán roku 1830 ichtyologem Achillem Valenciennesem.

## Popis a výskyt
Maximální délka ryby je 56 cm a max. váha 680 g.
Tělo stlačené, proměnlivě stříbřité. Jasně modrý pruh pod očima. Okolí nozder a čelo nažloutlé, tváře modré se žlutými skvrnami. Pysky žluté až oranžové. Malá modrá skvrna na bázi prsní ploutve.
Byla nalezena ve vodách západního Atlantiku: Severní Karolína, Spojené státy americké, od Bermud po Brazílii. Dospělí jedinci obývají korálové útesy, mláďata písčitá dna. Živí se převážně měkkýši, kraby či ježovkami.